# Bonnetiaceae
Bonnetiaceae, manja biljna porodica u redu malpigijolike. Pripada joj tridesetak vrsta grmova i drveća iz Južne Amerike i Azije..  Cvatovi cimozni, ili pojedinačni cvjetovi s pet čašica i latica. Sjemenke male i brojne, često krilate.
Ime je dobila po rodu Bonnetia.

## Rodovi
1. Archytaea Mart.
2. Bonnetia Mart.
3. Ploiarium Korth.